# Мужун Чжун
Мужун Чжун (кит. 慕容忠, пиньинь Mùróng Zhōng, ?—386) — сяньбиец, правитель государства Западная Янь.

## Биография
Отцом Мужун Чжуна был Мужун Хун, который в 384 году поднял восстание против Ранней Цинь. В 385 году его преемник Мужун Чун взял циньскую столицу Чанъань. Несмотря на то, что сяньбийцы хотели вернуться на восток в свои родные земли, Мужун Чун решил остаться в Чанъане. Он попытался уговорить своих людей последовать своему примеру, однако не нашёл понимания. Весной 386 года генерал Хань Янь устроил дворцовый переворот, убил Мужун Чуна и посадил на престол генерала Дуань Суя, получившего титул «князь Янь» (燕王). Однако месяц спустя Мужун Хэн и Мужун Юн убили Дуань Суя и возвели на престол Мужун И.
После этого люди Западной Янь — около 400 тысяч мужчин и женщин — покинули Чанъань и двинулись из Гуаньчжуна на восток, в свои родные места. По пути, когда они были на землях современного Вэйнаня, брат Мужун Хэна Мужун Тао убил Мужун И, и на престол был возведён Мужун Яо. Однако большинство людей предпочло ему генерала Мужун Юна, который совершил переворот, убил Мужун Яо, и возвёл на престол Мужун Чжуна. К этому времени они уже достигли Вэньси, где узнали, что Мужун Чуй уже основал на исконно яньских землях государство Поздняя Янь. Не решившись идти дальше, они решили построить здесь временную столицу Яньси. Через три месяца после восшествия на престол Мужун Чжун был убит в ходе дворцового переворота, организованного генералом Дяо Юнем, который возвёл на престол Мужун Юна.